# Заячківка (Христинівська міська громада)
Зая́чківка — село в Україні, в Христинівській міській громаді Уманського району Черкаської області. Розташоване за 17 км на південь від міста Христинівка. Населення становить 535 осіб.

## Історія
Село утворене на початку XVII. На околиці Заячківки виявлено залишки поселення доби пізньої бронзи.
На початку 20 сторіччя управителем селища був Іван Магдичанський. Володільцем села був Гриціян Гуляницький. 1922 року створено артіль «Труд». На території села була розміщена центральна садиба колгоспу «Радянська Україна», за яким закріплено 1699 га сільськогосподарських угідь, у т. ч. 1660 га орної землі. В господарстві вирощували зернові и технічні культури, розвинуте м’ясо-молочне тваринництво. 280 жителів села брали участь у Другій Світовій війні, 162 з них за ратні подвиги на фронтах і в тилу ворога відзначені орденами і медалями. На братській могилі воїнів, що загинули, визволяючи Заячківку, споруджено пам'ятник, а в центрі села — обеліск Слави 124 односельцям, які полягли в боях проти нацистів.
Працювала восьмирічна школа, будинок культури, бібліотека з фондом 7,7 тис. книг, була дільнична лікарня на 35 ліжок (нині амбулаторія), аптека, відділення зв'язку.
Під час Голодомору 1932—1933 років, тільки за офіційними даними, від голоду померло 72 мешканця села..

## Населення
Згідно з переписом УРСР 1989 року чисельність наявного населення села становила 725 осіб, з яких 309 чоловіків та 416 жінок.
За переписом населення України 2001 року в селі мешкало 627 осіб.

## Мова
Розподіл населення за рідною мовою за даними перепису 2001 року:
| Мова       | Відсоток |
| ---------- | -------- |
| українська | 96,54 %  |
| російська  | 2,68 %   |
| циганська  | 0,47 %   |
| гагаузька  | 0,16 %   |
| молдовська | 0,16 %   |

## Відомі люди
- Заграничний Антон Харитонович (1907—1992) — український військовик.
- Магдичанський Федір Іванович (1914-1991) — один з авторів Львівської системи управління якістю, один з відомих керівників Держстандарту УРСР у м. Львові та м. Києві